# 兩西西里王國
两西西里王国是1816年至1861年存在于意大利南部的王国，首都为那不勒斯。两西西里王国的领土涵盖了今日南意大利的绝大部分地区，在意大利统一之前是意大利地區人口最多、国土面积最大的国家。
两西西里王国是拿破仑战争结束后，依照维也纳会议的安排而建立的国家，由此前的那不勒斯王国和西西里王国合并而来。由于合并前的那不勒斯王国的官方国号也是“西西里王国”，因此该国得名“两西西里”。两西西里王国的君主属于波旁王朝，首任国王是费迪南多一世。1860年，朱塞佩·加里波第发动千人远征，推翻两西西里王室，随后加里波第主导公民投票，令两西西里王国并入萨伏依王朝统治下的薩丁尼亞王國。两西西里并入萨丁尼亚是意大利正式统一进程的第一步，统一的意大利王国最终于1861年成立。

## 国名
“两西西里”之名来源于中世纪时西西里王国的分治。西西里王国原本包括西西里岛和南意大利，但拥有西西里王位的安茹王朝在西西里晚祷战争中落败，被迫将西西里岛割让予阿拉贡王国。安茹王朝只剩下南意大利，其土地被非官方地称作“那不勒斯王国”，但為了堅持主張西西里岛的主權，他们繼續使用「西西里王國」的名稱并自称“西西里国王”。与此同时，实际控制西西里岛的阿拉贡君主也自称西西里国王，并称其领地为西西里王国。这样就有两个西西里王国同时存在，所以称“两西西里”。

## 历史

### 建立

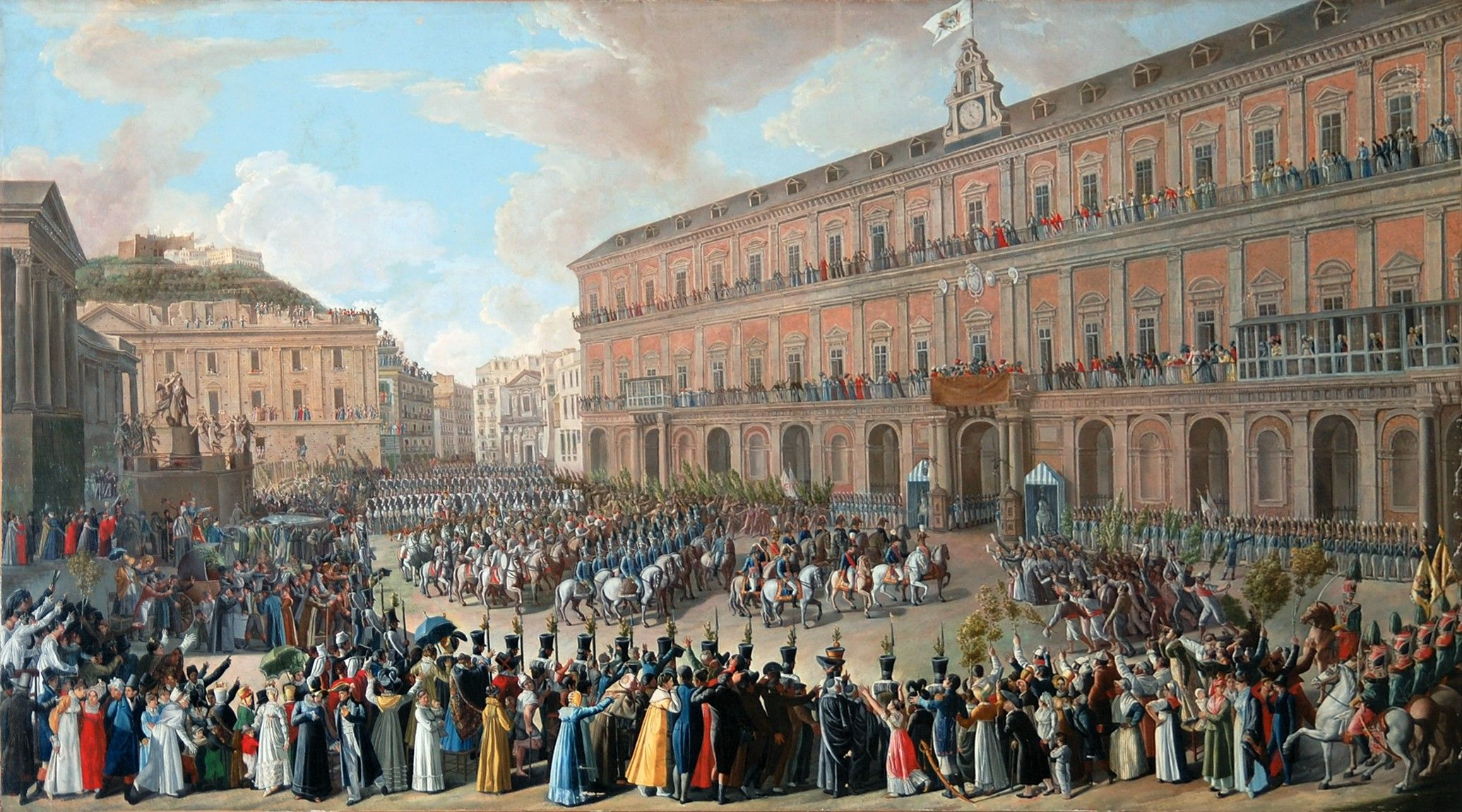
费迪南多一世回归那不勒斯王宫

1735年，在波兰王位继承战争期间，波旁王朝的帕尔马公爵卡洛斯在南意大利击败了奥地利人，成为那不勒斯和西西里国王。1759年，卡洛斯继承西班牙王位，而将那不勒斯和西西里的王位交给其子费迪南多，称那不勒斯国王费迪南多四世和西西里国王费迪南多三世。
1799年，法兰西共和国将领尚皮歐內攻占那不勒斯，建立帕特諾珀共和國，统治南意大利，费迪南多国王出逃至西西里。但是尚皮欧内的行为并未获得法国督政府的首肯，他被强行召回，帕特诺珀共和国随之在1799年6月解体，费迪南多复辟。1806年，拿破仑入侵那不勒斯，再度将费迪南多推翻，拿破仑之兄约瑟夫·波拿巴继承那不勒斯王位。1808年，拿破仑发出巴约讷敕令，将约瑟夫改封为西班牙国王，拿破仑的心腹若阿尚·缪拉成为那不勒斯新王。缪拉未能完全控制西西里，费迪南多的残余势力仍然统治着西西里岛，以巴勒莫为都城 。
约瑟夫·波拿巴和缪拉在统治那不勒斯期间推行了诸多改革。拿破仑没有将那不勒斯列入大陆封锁的范围之内，保证了当地的安定；法律得到标准化，财政、税收、教育领域都得到改善，行政体系以民政理念得到改革。缪拉曾试图扩张军队，但在费迪南多复辟时，当地已是几无防备。1815年，拿破仑战败，缪拉遭到枪决。根据维也纳会议的结果，费迪南多于同年复辟。
1816年12月12日，费迪南多宣布那不勒斯王国和西西里王国合并，成为两西西里王国。费迪南多成为第一任国王费迪南多一世。费迪南多按照奥地利外交家克莱门斯·梅特涅的政策，保持那不勒斯的现状，只对缪拉的法律和行政管理制度进行了轻微修改。他没有对那不勒斯的宪政化作出任何推动，还违反承诺废除了西西里宪法。朝廷亦努力削弱本土贵族和教士阶层的势力，加强王权。法国文学家司汤达于1817年造访那不勒斯时，形容新生的两西西里王国是“腓力二世式的荒谬王国”。

### 早期历史
两西西里王国建国初期的外交政策完全倒向奥地利，连两西西里军队总司令都是奥地利元帅拉瓦尔·努根特·冯·威斯特梅斯伯爵。费迪南多还将高等法院搬至巴勒莫。在他接下来的四年统治期间，他仍扮演着专制君主的角色，没有进行宪政改革。
1820年7月，拿破仑时期的共和党人将军吉列尔莫·佩佩带领烧炭党发动革命。费迪南多一世被迫根据《西班牙1812年宪法》颁布宪法。同时，西西里发生分离主义的叛乱，但被那不勒斯军队所镇压。由于1820年欧洲各国纷纷爆发革命，奥、普、俄等列强召开了特拉波会议，决定镇压革命。1821年的萊巴赫會議决定，由奥地利帝国派军队镇压那不勒斯革命，恢复费迪南多一世的权力。佩佩流亡英国，许多自由党和烧炭党人被监禁。1825年1月4日，费迪南多在那不勒斯去世，终年73岁。其子弗朗切斯科继承了他的王位。
弗朗切斯科是一位十分保守的专制君主，却很少关心政务，政务全由亲信和警察机构所掌握。1828年，奇伦托爆发起义，前自由党人德尔卡莱托侯爵镇压了起义。弗朗切斯科一世统治的六年中，经济和科技有所发展，政治相对平静。1830年11月8日，弗朗切斯科一世在那不勒斯去世，终年53岁，次子费迪南多继承王位，成为费迪南多二世。费迪南多二世早年很受欢迎。他有着自由主义的思想，平易近人，与他祖父一样得到了那不勒斯下层的拉扎里流浪者的喜爱。青年时间在军事学院接受了良好的教育。
费迪南多二世登上王位后不久即发表法令，许诺将重点关注司法公正、财政改革。他采取了拿破仑时代的一些措施，重组行政管理，关心国家福利，减少税收，鼓励工业，促进贸易，允许流亡者回归，在他的政府里启用了缪拉时代的一些官员。在他统治早期，意大利半岛的第一条铁路建成，即那不勒斯-波蒂奇铁路，意大利的第一家航海公司建立；连接那不勒斯和巴勒莫的电报电缆也在费迪南多二世统治早期建成。1837年，费迪南多二世暴力镇压了西西里岛的要求立宪的起义。费迪南多二世建立了严密的秘密警察制度，政府中密谋此起彼伏。最终导致了1848年的革命。

### 1848年革命与短暂立宪

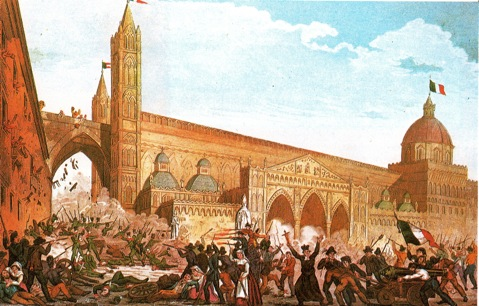
1848年1月，西西里岛爆发西西里1848年革命

西西里岛实际上是两西西里王国统治期间最为不安定的地区，一共爆发了三次大规模的民众起义。1848年1月，西西里岛爆发独立革命，并以星火燎原之势扩散至全欧洲，演变为著名的1848年欧洲革命。随后，那不勒斯南部的萨莱诺和奇伦托亦爆发革命，得到了知识分子的支持。1月29日，费迪南多被迫同意颁布宪法，新宪法效仿了法国的1830年宪章。2月11日，新宪法正式颁布。4月3日，费迪南多任命自由主义的卡洛·特洛亚为首相。
4月13日，西西里革命者宣布废止波旁王室的统治，而维持了18个月的独立。5月15日，卡拉布里亚发生起义，起义很快被镇压。费迪南多解散议会，任命保守派的卡利亚蒂亲王真纳罗·斯皮内利为首相。1848年11月，朱塞佩·马志尼将教宗庇护九世赶出罗马，后建立了罗马共和国。庇护九世在那不勒斯的加埃塔避难，直至1850年返回罗马。由于那不勒斯议会与费迪南多因议员的宣誓问题发生争议，费迪南多拒绝让步，导致街头發生骚乱。结果是1849年3月13日，费迪南多下令军队解散议会。尽管宪法没有正式废除，国王又重新成为了专制君主。1849年5月，费迪南多二世的军队击败了西西里革命者，在当地重建统治。

### 终结

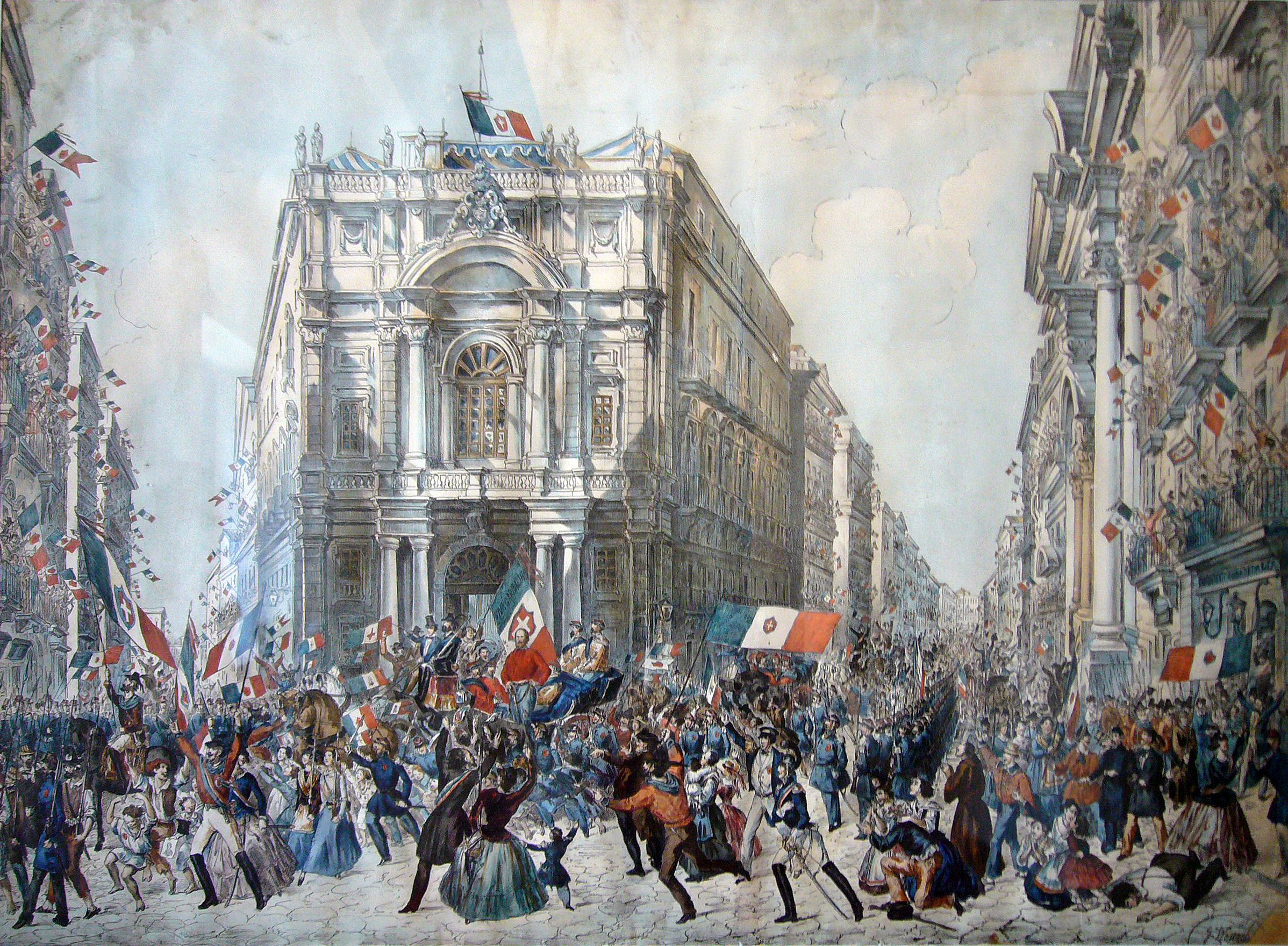
1860年9月7日，加里波第进军那不勒斯

费迪南多二世统治期间，意大利民族意识觉醒，许多那不勒斯人要求意大利半岛的统一。而费迪南多二世的理想便是保有其两西西里王国，远离其他欧洲国家的政治斗争。1848年至1851年间，费迪南多二世的政策使许多革命人士流亡。两千多名革命者或持不同政见者被投入监狱。费迪南多二世竭力限制英国的影响，造成了两国关系紧张。1856年，英法两国召回了其驻两西西里王国的大使。1856年12月8日，费迪南多二世躲过了一次暗杀。从此他迁至卡塞塔的王宫居住，并于1859年3月22日在那里去世，其子即为成为弗朗切斯科二世。
弗朗切斯科二世即位之初进行了一系列的改革，他给予地方更多自治权，同时发布大赦，并推行减税和降低关税的政策。弗朗切斯科二世于同年6月7日任命镇压西西里独立革命的卡洛·费朗杰里为首相。费朗杰里意识到法-撒同盟在伦巴第战胜奥地利的重要性，建议国王与撒丁王国结盟。同日，国王的瑞士禁卫军发生哗变，哗变者很快被就地枪决。事后，国王最坚固的保卫者瑞士禁卫军团被解散。撒丁王国首相加富尔伯爵卡米洛·奔索提出撒丁王国与两西西里王国瓜分教宗国的建议，弗朗切斯科二世拒绝了这个建议，因为他认为这样做会使他成为异端。费朗杰里强烈主张立宪，他认为这是这是拯救波旁王朝唯一的办法。由于国王拒绝立宪，费朗杰里于1860年3月14日辞职。
与此同时，卡拉布里亚和西西里的革命党人密谋推翻波旁王朝；朱塞佩·加里波第组织千人远征，目标便是南意大利。1860年5月，加里波第带领“千人团”在馬爾薩拉登陆，轻易地征服了西西里岛。此时，弗朗切斯科二世准备颁布宪法获取最后的支持，带来的结果只是那不勒斯的混乱和几位内阁部长被解职。而加里波第已跨过墨西拿海峡继续向北进军，他所经之处都把他当作解放者。2月13日，弗朗切斯科二世决定向加里波第投降。3月17日，维托里奥·埃马努埃莱二世宣布自己为意大利国王，两西西里并入新成立的意大利王国。

## 人口

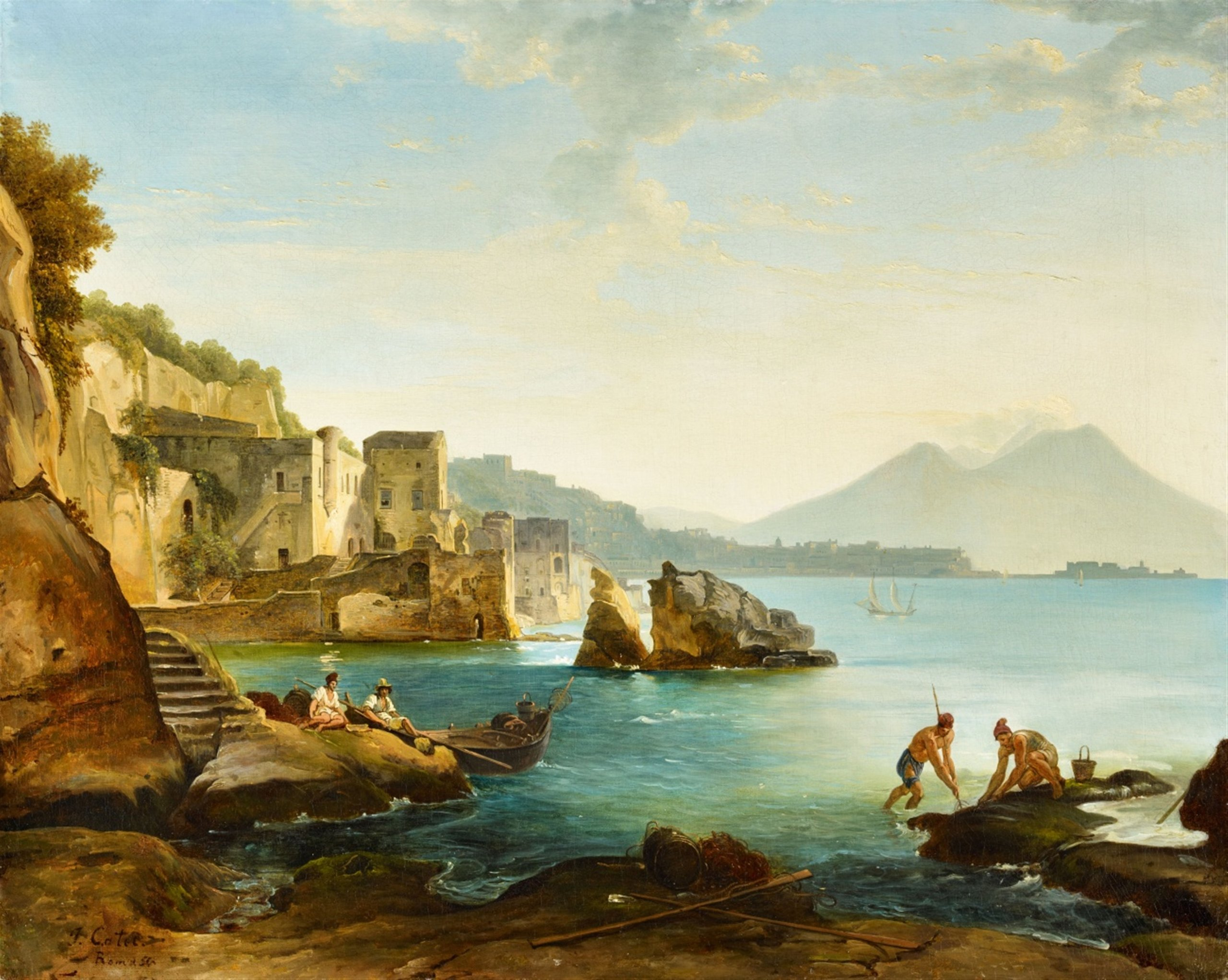
1850年的那不勒斯湾，弗朗茨·路德维希·卡特尔（Franz Ludwig Catel）绘

两西西里王国是当时意大利半岛人口最多的国家，远多于其他邦国，其军队曾有10万人之多。那不勒斯是两西西里王国的首都，也是人口最多的城市，同时是当时欧洲人口第三多的城市。国内的第二大城市是西西里岛的巴勒莫，是意大利半岛人口第三多的城市。自19世纪初起，两西西里地区的人口快速增长，自500万增长到700万，到1850年占意大利半岛人口的36%。
| 年份    | 那不勒斯  | 西西里岛    | 合计       | 参考资料      |
| ------- | --------- | ----------- | ---------- | ------------- |
| 1819    | 5,733,430 | –           | –          | [ 26 ]        |
| 1827    | –         | –           | ~7,420,000 | [ 27 ]        |
| 1828    | 6,177,598 | –           | –          | [ 26 ]        |
| 1832    | –         | 1,906,033   | –          | [ 26 ]        |
| 1839    | 6,113,259 | –           | ~8,000,000 | [ 26 ] [ 28 ] |
| 1840    | 6,117,598 | ~<1,800,000 | 7,917,598  | [ 29 ]        |
| 1848    | 6,382,706 | 2,046,610   | 8,429,316  | [ 28 ]        |
| 1851    | 6,612,892 | 2,041,583   | 8,704,472  | [ 30 ]        |
| 1856    | 6,886,030 | 2,231,020   | 9,117,050  | [ 31 ]        |
| 1859/60 | 6,986,906 | 2,294,373   | 9,281,279  | [ 32 ]        |

1848年之前，两西西里王国并没有官方统计机构，因此在1848年之前的人口数据皆是后世估算。

## 经济

### 工业

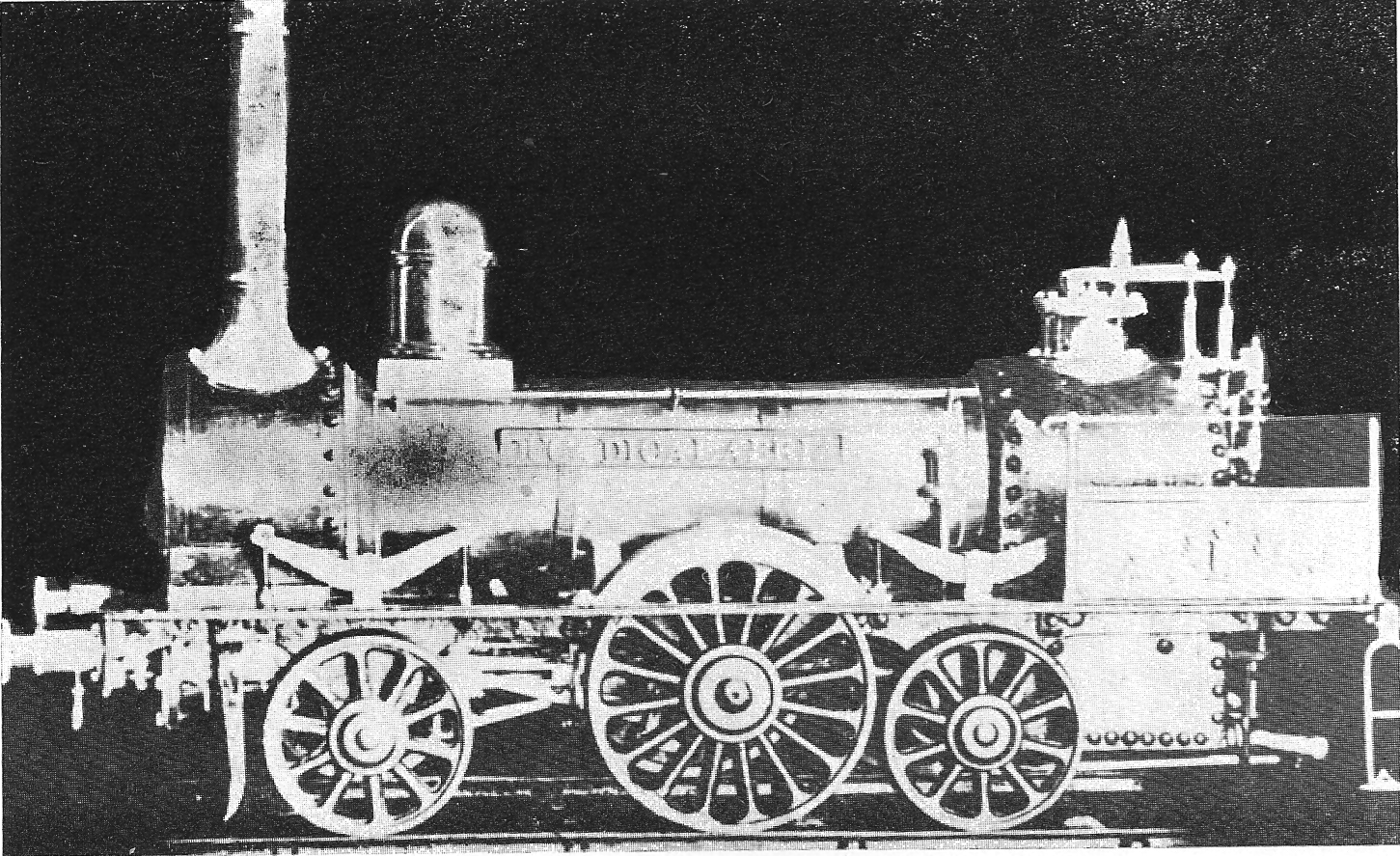
卡拉布里亚公爵号机车，生产于1847年，是历史上首个完全由意大利人建造的火车机车

在意大利统一之前的众多邦国之中，两西西里的工业体系相对来说较为发达，贡献了较大收益。国内最主要的工业机构包括斯塔比亚海堡的造船厂，雇有1800名工人；皮耶特拉尔萨（Pietrarsa）建有当时意大利半岛规模最大的工厂，生产各类工具、火炮、铁轨、机车等。当地亦建有训练司机和海军工程师的学校。地中海地区的第一艘带有螺旋桨的蒸汽船是两西西里制造的，主要用于邮政和运输。卡拉布里亚建有大型的铸铁厂，名为费迪南多铸造厂（Fonderia Ferdinandea）。蒙贾纳的王家铸造工厂（Reali ferriere ed Officine）是重要的武器生产和铸铁基地，建于1770年，在1860年拥有1600名雇工，在1880年倒闭。
卡塞塔的聖萊烏喬是重要的丝绸纺织基地。巴西利卡塔的波坦察和圣基里科拉帕罗建有数家磨坊，生产棉花、羊毛和丝绸制品。同时，食品工业在两西西里分布较广，那不勒斯近郊的托雷安农齐亚塔和格拉尼亚诺是主要的食品工业基地。
西西里岛的硫矿火药工业较为著名，卡塔尼亚和阿格里真托是主要的硫矿开采地，硫矿工业也是两西西里规模较大的产业。1824年，英国取消食盐关税，全球市场对于西西里硫矿的需求急剧增多。西西里岛硫矿的开采、精炼和运输最初都被英国人控制，丰厚的利润并未使得西西里岛变得富庶，于是国王费迪南多二世将当地硫矿开采的垄断权交给了一家法国企业，违反了1816年和英国签订的贸易合约。这酿成了1840年硫矿危机，危机最终在法国斡旋下和平解决。

### 交通
由于两西西里王国的主要城市都临近海港，该国的交通运输以海运为主。两西西里王国拥有地中海最庞大的商船舰队。各大城市的路面条件在当时的欧洲堪称一流；1839年，那不勒斯已经建成了燃气照明系统。南意大利的腹地多山，陆路交通并不发达，费迪南多二世曾主导在索伦托半岛建成了一处崖顶公路。意大利半岛最初的铁路、铁悬索桥和陆上电报电缆系统都诞生于南意大利。

## 科技

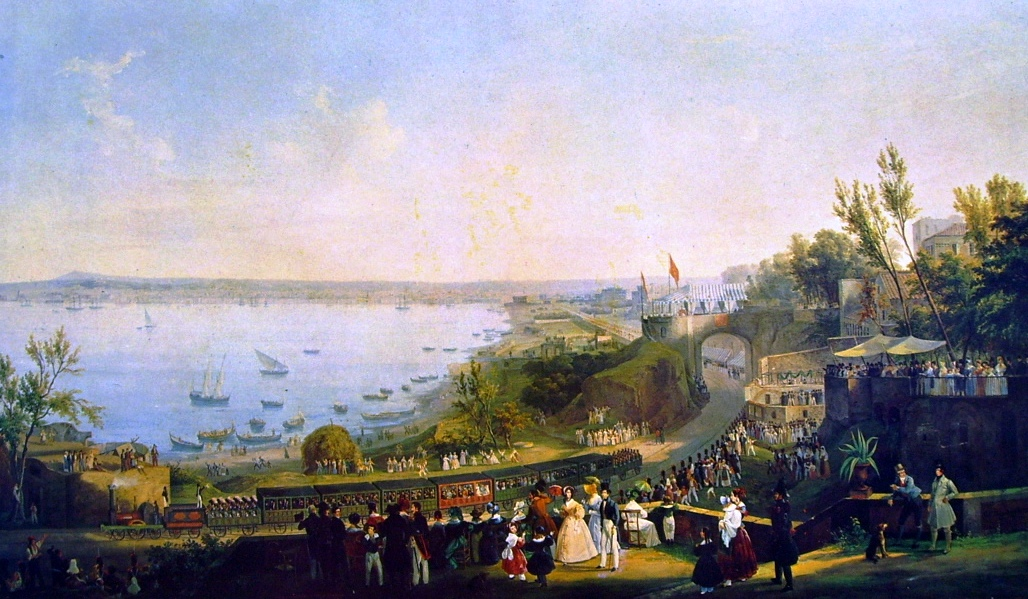
1839年，那不勒斯—波蒂奇的铁路正式完工，是意大利半岛的首条铁路

两西西里王国在其存续期间达成了诸多科技成就。1818年，地中海第一艘蒸汽船诞生于那不勒斯。1839年，那不勒斯到波蒂奇的铁路正式完工，这是意大利半岛的第一条铁路。尽管如此，南意大利的铁路建设仍然较为落后，在1859年，两西西里的铁路里程只有99公里，远远落后于撒丁尼亚王国在皮埃蒙特建设的850公里的铁路系统。这和两西西里王国极度依靠海路运输不无关系，而且南意大利多山的地形也不利于铁路工程。
世界上首个火山观测站维苏威观测站建成于1841年。

## 旗帜
- 1816年－1848年、1849年－1860年间使用的国旗
- 1848年革命期间使用的国旗
- 1860年至1861年灭亡前夕使用的国旗
- 1829－1861间使用的国王旗

## 延伸阅读
- Alio, Jacqueline. Sicilian Studies: A Guide and Syllabus for Educators (2018), 250 pp.
- Eckaus, Richard S. "The North-South differential in Italian economic development." Journal of Economic History (1961) 21#3 pp: 285–317.
- Finley, M. I., Denis Mack Smith and Christopher Duggan,  A History of Sicily (1987) abridged one-volume version of 3-volume set of 1969)
- Imbruglia, Girolamo, ed. Naples in the eighteenth century: The birth and death of a nation state (Cambridge University Press, 2000)
- Petrusewicz, Marta. "Before the Southern Question: 'Native' Ideas on Backwardness and Remedies in the Kingdom of Two Sicilies, 1815–1849." in Italy's 'Southern Question' (Oxford: Berg, 1998) pp: 27–50.
- Pinto, Carmine. "The 1860 disciplined Revolution. The Collapse of the Kingdom of the Two Sicilies." Contemporanea (2013) 16#1 pp: 39–68.
- Riall, Lucy. Sicily and the Unification of Italy: Liberal Policy & Local Power, 1859–1866 (1998), 252pp
- Zamagni, Vera. The economic history of Italy 1860–1990 (Oxford University Press, 1993)